# Castillo de Ericsberg
El castillo de Ericsberg es un palacio de Suecia. Está situado a las afueras de Katrineholm en el municipio de Katrineholm, en el condado de Södermanland.

## Historia
La finca donde se sitúa el actual palacio de Ericsberg es mencionado como Pintorp o Pinnatorp en 1508, cuando el noble Knut Nilsson de Bosgård la vendió a la señora Anna Karlsdotter, viuda de Erik Eriksson Gyllenstierna el Joven. A través de Anna, la finca perteneció a la familia Gyllenstierna hasta 1733.
En el siglo XVII, fue erigido el actual edificio y la finca fue redenominada Ericsberg por Beata von Yxkull en honor a su esposo, Erik Karlsson Gyllenstierna. Beata von Yxkull administró la finca por muchos años durante la ausencia y después muerte de su esposo, y ha sido señalada como uno de los modelos del infame Pintorpafrun.
Durante el siglo XVIII, Ericsberg fue propiedad de David Henrik Hildebrand y de su hijo David Gotthard Hildebrand, y desde 1808, ha sido propiedad de la familia Bonde.
El parque es abierto al público, y los terrenos a menudo son utilizados para el entrenamiento de caballos y deportes y eventos hípicos.

## Edificio
El actual Palacio de Ericsberg Palace fue propiedad de riksråd barón Erik Karlsson Gyllenstierna (1602-1657) y fue completado por su viuda Beata von Yxkull (1618-1667). Por orden de su hijo Christopher Gyllenstierna, el palacio fue ampliado con alas y decoración exterior por Nicodemus Tessin el Viejo. El palacio fue reparado y restaurado durante el siglo XIX, notablemente en 1897 por Isak Gustaf Clason.
El palacio tiene tres niveles excepto el sótano y cuatro alas con torres. Varias de las salas tiene techos decorados por David Klöcker Ehrenstrahl. El ala sudoeste contiene una capilla. Una fuente de Fredrik Wilhelm Scholander se sitúa a las afueras de la muralla sur.

## Archivo de Ericsberg
El Palacio de Ericsberg es conocido por su notable archivo. Es una biblioteca privada fundada por el barón Carl Jedvard Bonde, quien en 1843 adquirió 3500 volúmenes concernientes de la historia de Suecia, topografía y antigüedades nórdicas. La biblioteca fue ampliada durante décadas y eventualmente contiene 50.000 volúmenes.